# Смирнов Михайло Павлович (нарком торгівлі СРСР)
Михайло Павлович Смирнов (1 листопада 1897, село Афанасьєве Кологривського повіту Костромської губернії, тепер Мантуровського району Костромської області, Російська Федерація — розстріляний 26 лютого 1939, Москва) — радянський діяч, народний комісар внутрішньої торгівлі СРСР. Депутат Верховної Ради СРСР 1-го скликання (1937—1938).

## Біографія
Народився 20 жовтня (1 листопада) 1897 року в селянській родині.
У 1910—1913 роках — робітник лісопильно-фанерного заводу. У 1913—1915 роках — робітник-валяльник приватної майстерні Алхімова на станції Убінська-Татарська Сибірської залізниці. У 1915—1916 роках — робітник, помічник механіка лісозаводу Долгорукова на станції Мантурово Північної залізниці.
У 1916—1917 роках служив у російській армії рядовим 71-го Белевського піхотного полку Північного фронту, учасник Першої світової війни.
Член РСДРП(б) з червня 1917 року.
У вересні 1917 року був заарештований і ув'язнений у фортеці міста Двінська за агітацію проти наступу російських військ, в жовтні 1917 року — звільнений.
З 1918 по 1923 рік служив у Червоній армії. У 1918—1919 роках — червоноармієць резерву 1-го Костромського радянського полку, командир роти 28-го стрілецького полку 5-ї армії РСЧА Східного фронту, курсант 1-х Костромських піхотних і 1-х Московських курсів важкої артилерії.
У липні — грудні 1919 року навчався в Комуністичному університеті імені Свердлова.
З 1919 року — військовий комісар 4-го епідемічного госпіталю санітарного управління в Самарі; у 1919—1921 роках — військовий комісар евакуаційного пункту санітарного управління 1-ї армії РСЧА в Оренбурзі, політичний інспектор Головного військово-санітарного управління РСЧА. З 1921 по 1923 рік — військовий комісар 23-ї піхотної школи імені Леніна в Ташкенті; комісар 2-ї Московської піхотної командної школи РСЧА.
З 1923 працював в Центроспілці: начальник охорони (1923—1924), завідувач яєчно-масляного відділу (1924—1931). У 1923—1926 роках навчався в Московському промислово-економічному інституті.
Під час «чистки» партії в 1929 році виключений з ВКП(б) «за некомуністичні вчинки, які відобразилися в тому, що будучи в закордонному відрядженні зробив перевитрату у валюті для купівлі речей для себе і друзів, припустимо близькі стосунки з антирадянськими елементами, видачі посвідчення антирадянському елементу, який був знятий за вказівкою найвищого органу, ігнорування і гоніння комуніства». Відновлений у членах партії постановою Московської обласної контрольної комісії ВКП(б).
У 1931—1936 роках — заступник голови правління, голова правління Московської спілки споживчих товариств. У 1936—1937 роках — заступник завідувача Московського міського відділу внутрішньої торгівлі.
17 жовтня 1937 — 15 січня 1938 року — народний комісар внутрішньої торгівлі СРСР. 19 січня — 16 липня 1938 року — народний комісар торгівлі СРСР.
16 липня 1938 року заарештований органами НКВС. Засуджений до страти 26 лютого 1939 року, розстріляний. Похований на Донському цвинтарі Москви.
Реабілітований 31 березня 1956 року.